# 内海知秀
内海 知秀（うつみ ともひで、1958年12月7日 - ）は青森県出身のバスケットボール元選手・指導者。アテネ・リオデジャネイロオリンピックでは日本女子代表チームヘッドコーチとして指揮を執った。

## 来歴
十和田市立三本木中学校から、バスケットボールの名門校で知られる能代工業高校、日本体育大学を経て、ジャパンエナジーの前身である日本鉱業で主にガードプレイヤーとして活躍した。また1981年から1988年まで日本代表にも選ばれている。
引退後は札幌大学のコーチを経て、2001年からジャパンエナジー女子（現ENEOSサンフラワーズ）のヘッドコーチとして2001年から2003年のシーズンに全日本選手権とWリーグをそれぞれ連覇した。
2003年から2004年に日本女子代表チームのヘッドコーチとしてアテネオリンピックに出場（10位）。
2006年から日本女子代表チームのヘッドコーチに復帰。
2008年北京オリンピックバスケットボール世界最終予選（ スペイン：マドリッド）で日本女子代表チームのヘッドコーチとして指揮を執ったものの、五輪出場権を獲得することは出来なかった。それにより日本女子代表チームヘッドコーチを辞任した。
2012年、成績不振で解任された中川文一の後任として日本女子代表ヘッドコーチに復帰。これに伴い11年務めたJXヘッドコーチを勇退。なおJXには顧問として残る。
ロンドンオリンピック世界最終予選では最後の切符1枚をカナダと争ったが、敗れて五輪出場権ならず。
2013年バスケットボール女子アジア選手権では43年ぶりの金メダル獲得を達成。2015年アジア選手権では連覇を達成。リオデジャネイロオリンピック出場に導いた。
2016年限りで退任。
2017年、札幌大学客員教授兼バスケットボール部シニアディレクターに就任。
同年、Bリーグに属するレバンガ北海道のアドバイザリーコーチに就任。2018年10月5日、成績不振により契約を解除されたホゼ・ネトに代わりヘッドコーチに就任した。
2019-20シーズンをもって、ヘッドコーチを退任。その後日立ハイテク クーガーズのヘッドコーチに就任。
日本男子代表チームヘッドコーチを務めた鈴木貴美一は高校及び日本鉱業の1年後輩である。

## 家族
妻も大妻高校時代に高校三冠を達成している。
長男・慎吾も元バスケットボール選手であり、父と同じ能代工業でタイトル獲得後、東海大学（竹内譲次と同期）を経て、三菱電機ダイヤモンドドルフィンズ、和歌山トライアンズ、京都ハンナリーズに所属した。
長女・亮子は父がヘッドコーチを務めるJXでプレーしており、全日本にも選ばれた。

## 経歴
- 能代工業高 - 日本体育大学 - 日本鉱業（1981年〜1988年） - 札幌大学コーチ - JOMOサンフラワーズHC（2000年〜2012年）

## 出演DVD
- 内海知秀･世界と戦うための“アタックモーション“ ～小さいチームの優位性を活かした組織的攻撃～【全２巻】

## 受賞歴
- 1984年 第18回日本リーグ1部フリースロー賞